# Landkreis Grimmen

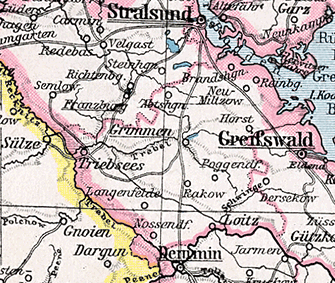
Das Kreisgebiet 1905

Der Landkreis Grimmen (ursprünglich Kreis Grimmen) war ein Landkreis, der in der preußischen Provinz Pommern und seit 1946 im Land Mecklenburg-Vorpommern der SBZ bzw. DDR bis 1952 bestand. Das ehemalige Kreisgebiet gehört heute zu den Landkreisen Mecklenburgische Seenplatte, Vorpommern-Greifswald und Vorpommern-Rügen in Mecklenburg-Vorpommern.

## Verwaltungsgeschichte

### Schwedisch-Pommern
Das Gebiet des späteren Landkreises gehörte seit dem Dreißigjährigen Krieg zu Schwedisch-Pommern. Ab 1806 kam es in Schwedisch-Pommern zu einer tiefgreifenden Veränderung der Staatsverfassung, zu der auch eine neue territoriale Einteilung gehörte, und zwar in der Folge des Staatsstreichs durch König Gustavs IV. Adolf im Juni 1805. Schwedisch-Pommern wurde 1806 in die vier Ämter (schwedisch: Härade) Bergen, Franzburg, Greifswald und Grimmen gegliedert. Das Amt Grimmen wurde aus dem Gebiet der vormaligen königlichen Ämter Loitz, Grimmen und Tribsees sowie dem adligen Distrikt Loitz-Grimmen-Tribsees gebildet. Amtssitz wurde zunächst Loitz als größte Stadt des Gebietes, in der auch zuvor der Loitzer Amtshauptmann seinen Sitz hatte und wo die adligen Distriktskonvente abgehalten wurden.

### Preußen
Nach dem Wiener Kongress kam Schwedisch-Pommern an das Königreich Preußen und wurde dort zum Regierungsbezirk Stralsund der Provinz Pommern. Aus den 1806 gebildeten schwedischen Ämtern wurden preußische Landkreise, darunter aus dem Amt Grimmen der Kreis Grimmen, der seinerzeit auch Grimmener Kreis genannt wurde. Das Landratsamt befand sich seit 1818 in Grimmen.
Seit dem 1. Juli 1867 gehörte Preußen zum Norddeutschen Bund und ab dem 1. Januar 1871 zum Deutschen Reich. Der Kreis umfasste 1871 drei Städte, 42 Landgemeinden und 149 Gutsbezirke. Zum 1. Juli 1874 wurden die ehemaligen Weichbildsteile der Stadt Demmin aus dem Kreis Grimmen in den Kreis Demmin umgegliedert.
Zum 30. September 1928 fand im Kreis Grimmen wie im übrigen Freistaat Preußen eine Gebietsreform statt, bei der alle Gutsbezirke aufgelöst und entweder benachbarten Landgemeinden zugeteilt wurden, z. B. Passow, Trissow, Böken und Groß Zastrow zur Gemeinde Görmin, oder eigene neue Landgemeinden bildeten, z. B. die Gemeinde Jargenow aus den Gutsbezirken Jargenow und Göslow.
Zum 1. Oktober 1932 wurde der Regierungsbezirk Stralsund aufgelöst. Der Kreis Grimmen kam zum Regierungsbezirk Stettin. Er umfasste 1939 die drei Städte Grimmen, Loitz und Tribsees sowie 64 weitere Gemeinden. Im Frühjahr 1945 wurde das Kreisgebiet durch die Rote Armee besetzt.

### Sowjetische Besatzungszone / Deutsche Demokratische Republik
In der Sowjetischen Besatzungszone bestand der nunmehr Landkreis Grimmen genannte Kreis zunächst unverändert weiter. Am 1. Januar 1949 wechselte die Gemeinde Beestland in den Landkreis Demmin. Bei der Kreisreform von 1950 wechselten die Gemeinden Mesekenhagen mit Frätow und Gristow in den Landkreis Greifswald sowie die Gemeinden Wotenick und Seedorf in den Landkreis Demmin. Eine völlige Neuordnung fand dann am 25. Juli 1952 statt:
- Das südliche Kreisgebiet mit der Stadt Loitz sowie den Gemeinden Düvier, Görmin, Nossendorf, Sassen, Trantow und Vorbein kam zum Kreis Demmin im Bezirk Neubrandenburg.
- Die Stadt Tribsees sowie ihre Umlandgemeinden Abtshagen, Gremersdorf, Papenhagen und Siemersdorf kamen zum neuen Kreis Stralsund-Land.
- Aus dem restlichen Gebiet wurde der Kreis Grimmen gebildet.
- Die Kreise Grimmen und Stralsund-Land wurden dem Bezirk Rostock zugeordnet.

## Einwohnerentwicklung
| Jahr | Einwohner | Quelle |
| ---- | --------- | ------ |
| 1816 | 22.446    | [ 8 ]  |
| 1846 | 35.344    | [ 9 ]  |
| 1871 | 37.173    | [ 3 ]  |
| 1890 | 34.576    | [ 5 ]  |
| 1900 | 35.450    | [ 5 ]  |
| 1910 | 36.954    | [ 5 ]  |
| 1925 | 40.150    | [ 5 ]  |
| 1933 | 41.065    | [ 5 ]  |
| 1939 | 41.805    | [ 5 ]  |
| 1946 | 75.537    | [ 10 ] |

## Landräte
- 1818–1846 August Friedrich von Mühlenfels
- 1846–1852 Moritz von Baerenfels
- 1852–1863 Gustav von Hagenow (1813–1876)
- 1863–1865 Ludwig Ferdinand Hermann Siehr (1832–1885)
- 1868–1877 Ernst von Keffenbrinck-Griebenow (1824–1900)
- 1877–1882 Wilhelm von Jagow
- 1882–1892 Gustav von Hagenow (1841–1908)
- 1892–1899 Ernst Osterroht (* 1858)
- 1900–1911 Axel von Maltzahn
- 1912–1920 Ludwig (Ludwig Ferdinand Adolf) von Kusserow (* 1878)[11]
- 1919 kommissarisch Fritz von Hennigs
- 1921–1936 Karl Brauns
- 1937–1938 Gustav Berlin (1878–1955) (vertretungsweise)
- 1938–1939 Horst Hacker (1905–1988)
- 1939–1945 Walter Hachtmann
- 1950–1952 Adolf Giese (1906–1969)

## Kommunalverfassung bis 1945
Der Kreis Grimmen gliederte sich in Städte, in Landgemeinden und – bis zu deren Auflösung – in Gutsbezirke. Mit Einführung des preußischen Gemeindeverfassungsgesetzes vom 15. Dezember 1933 gab es ab dem 1. Januar 1934 eine einheitliche Kommunalverfassung für alle preußischen Gemeinden. Mit Einführung der Deutschen Gemeindeordnung vom 30. Januar 1935 wurde zum 1. April 1935 das Führerprinzip auf Gemeindeebene durchgesetzt. Eine neue Kreisverfassung wurde nicht mehr geschaffen; es galt weiterhin die Kreisordnung für die Provinzen Ost- und Westpreußen, Brandenburg, Pommern, Schlesien und Sachsen vom 19. März 1881.

## Städte und Gemeinden

### Stand 1939
Der Kreis Grimmen umfasste 1939 drei Städte und 64 weitere Gemeinden:
| - Abtshagen - Angerode - Bartmannshagen - Beestland - Behnkendorf - Behnkenhagen - Brandshagen - Bremerhagen - Bretwisch - Deyelsdorf - Düvier - Elmenhorst - Frätow - Glewitz - Görmin - Grammendorf - Gransebieth | - Gremersdorf - Griebenow - Grimmen, Stadt - Gristow - Groß Bisdorf - Groß Zarnewanz - Hildebrandshagen - Horst - Jargenow - Jeeser - Jessin - Kandelin - Klein Zarnewanz - Klevenow - Landsdorf - Loitz, Stadt - Mannhagen | - Mesekenhagen - Miltzow - Müggenwalde - Mühlenkamp - Neuendorf - Nossendorf - Papenhagen - Poggendorf - Pustow - Rakow - Reinberg - Reinkenhagen - Rekentin - Rodde - Sassen - Seedorf - Segebadenhau | - Siemersdorf - Sievertshagen - Splietsdorf - Stahlbrode - Stoltenhagen - Trantow - Tribsees, Stadt - Turow - Vorbein - Wendisch Baggendorf - Wittenhagen - Wotenick - Wüstenfelde - Zarnekla - Zarrendorf - Zarrentin |

### Vor 1939 aufgelöste Gemeinden
- Neu Elmenhorst und Groß Elmenhorst, 1921 zu Elmenhorst
- Gülzow Dorf, vor 1935 zu Poggendorf
- Klein Bisdorf, vor 1935 zu Griebenow
- Klein Rakow, vor 1935 zu Rakow
- Neu Ahrendsee, vor 1935 zu Zarrendorf
- Neu Miltzow, vor 1935 zu Miltzow
- Wüstenbilow, vor 1935 zu Poggendorf